# 春日王 (志貴皇子の子)
春日王（かすがおう、生年不詳 - 天平17年4月28日（745年6月2日））は、奈良時代の皇族。二品・志貴皇子の子。位階は正四位下。

## 経歴
元正朝の養老7年（723年）二世王の蔭位により无位から従四位下に直叙される。聖武朝において、天平3年（731年）従四位上、天平15年（743年）正四位下と昇叙された。
天平17年（745年）4月28日卒去。最終官位は散位正四位下。

## 官歴
『続日本紀』による。
- 養老7年（723年） 正月10日：従四位下（直叙）
- 天平3年（731年） 正月27日：従四位上
- 天平15年（743年） 5月5日：正四位下
- 天平17年（745年） 4月28日：卒去（散位正四位下）

## 系譜
- 父：志貴皇子[1][2]
- 母：託基皇女（多紀皇女・当耆内親王）[2] - 天武天皇皇女
- 生母不詳の子女
  - 男子：安貴王[1]
  - 男子：高田王[3]？[4]（?-735）
  - 男子：香久王[3][5]

天智天皇の男子系の孫、天武天皇の女子系の孫にあたる。